# Hosein Aga-Bargchi
Hosein Aga-Bargchi es un deportista iraní que compitió en atletismo adaptado. Ganó cuatro medallas en los Juegos Paralímpicos de Verano entre los años 1992 y 2000.

## Palmarés internacional
| Juegos Paralímpicos | Juegos Paralímpicos      | Juegos Paralímpicos | Juegos Paralímpicos |
| Año                 | Lugar                    | Medalla             | Prueba              |
| ------------------- | ------------------------ | ------------------- | ------------------- |
| 1992                | Barcelona (España)       | Medalla de plata    | Peso C6             |
| 1992                | Barcelona (España)       | Medalla de bronce   | Disco C7            |
| 1996                | Atlanta (Estados Unidos) | Medalla de oro      | Disco F35           |
| 2000                | Sídney (Australia)       | Medalla de bronce   | Disco F36           |